# Ratchet & Clank (2002)
Ratchet & Clank is een computerspel voor PlayStation 2. Het spel werd ontwikkeld door Insomniac Games en uitgegeven door Sony. Het is het eerste uit (tot nu toe) dertien spellen uit de serie van Ratchet & Clank. In Noord-Amerika werd het spel uitgebracht op 7 november 2002 en in Europa de dag erna. In de game komt een groot aantal wapens en gadgets voor, die de speler moet gebruiken om veel vijanden te verslaan en puzzels op te lossen op een aantal verschillende planeten.
In 2012 werd het spel heruitgegeven voor PlayStation 3.

## Verhaal
Op planeet Quartu wordt per ongeluk een kleine robot gemaakt. De robot probeert te ontsnappen met een ruimteschip, maar hij stort neer op de planeet Veldin.
Op planeet Veldin maakt Ratchet zijn eigen ruimteschip. De robot crasht in de buurt van Ratchets huis. Ratchet gaat op onderzoek uit en vindt de robot en neemt hem mee naar zijn huis. Ratchet noemt de robot "Clank". Clank wordt wakker en laat Ratchet een infobot zien, waarop Chairman Drek te zien is. Drek legt uit dat zijn planeet niet meer bewoond kan worden en dat hij een nieuwe planeet wil bouwen, door stukken van andere planeten weg te halen. Ratchet wil dit voorkomen en gaat in zijn eigen ruimteschip naar Novalis, het eerstvolgende doelwit van Drek.
Al snel komen de twee in Blackwater City op planeet Rilgar. Ze ontmoeten daar Captain Qwark. Qwark moedigt ze aan hun status als held te verbeteren, door op zijn eigen planeet Umbris een trainingsparcours af te leggen. Aan het einde van dat parcours, biedt Qwark een beloning aan. Ratchet wil die echter niet aannemen, omdat hij Qwarks motief verdacht vindt. Clank dringt Ratchet erop aan om het toch te accepteren, maar helaas worden Ratchet en Clank in de val gelokt. Ze moeten een Snagglebeast verslaan. Qwark doet dat omdat hij werkt voor Drek en Drek wil dat Qwark Ratchet en Clank uit de weg ruimt.
Nadat hij het Snagglebeast heeft verslagen, wordt Ratchet bitter tegen Clank, omdat hij boos is dat Qwark hem te slim af was. Clank vindt dat ze door moeten gaan met hun missie en Drek moeten confronteren. Een aantal planeten verder verslaat Ratchet Qwark in een duel met ruimteschepen. Aan het einde van het duel, wordt het duidelijk dat Drek een naburige planeet aanvalt. Ratchet begrijpt opeens dat ze Drek moeten stoppen en hij verontschuldigt zich tegenover Clank voor zijn egoïsme.
Ratchet en Clank komen erachter dat Drek een wapen aan het bouwen is, dat de Deplanetizer heet. Drek wil een planeet opblazen en die planeet is Veldin, de thuisplaneet van Ratchet. Ratchet en Clank staan uiteindelijk tegenover Drek, die enkele ogenblikken erna Veldin wil gaan opblazen. Na het verslaan van Drek, merkt Clank op dat de Deplanetizer is omgedraaid en nu staat gericht op de planeet van Drek. Ratchet en Clank activeren het wapen en de planeet wordt vernietigd.

## Ontwikkeling
Met het plan voor het spel werd begonnen in mei 2001 met een team van ongeveer 35 personen. De eigenlijke productie begon in november 2001 en het team groeide tot 45 personen. Ze wilden eerst een heel ander spel gaan maken, maar het werd uiteindelijk veranderd in Ratchet & Clank. De meeste ideeën zitten wel in het spel verwerkt, maar een aantal daarvan is ook geschrapt.